# Kaylin Irvine
Kaylin Christine Irvine (ur. 3 września 1990 w Calgary) – kanadyjska łyżwiarka szybka.
Irvine uczestniczyła w Zimowych Igrzyskach Olimpijskich 2014 w Soczi. Brała wówczas udział w jednej konkurencji łyżwiarstwa szybkiego, biegu na 1000 m, gdzie zajęła 18. miejsce.

## Rekordy życiowe
| Dystans | Czas    | Data              | Miejsce |
| ------- | ------- | ----------------- | ------- |
| 500 m   | 37,98   | 5 stycznia 2016   | Calgary |
| 1000 m  | 1.15,26 | 19 stycznia 2013  | Calgary |
| 1500 m  | 1.58,90 | 22 marca 2015     | Calgary |
| 3000 m  | 4.17,56 | 21 listopada 2009 | Calgary |
| Źródło: |         |                   |         |